# ペーチテレビ塔
ペーチテレビ塔（ハンガリー語: Pécsi tévétorony）は、ハンガリーのペーチにある電波塔である。ハンガリー南部にある標高535mのミシナ山の山頂に建っている。 1973年4月4日に完成した。高さ197mで、完成以来ハンガリーで最も高い構造物となっている。

## 概要
この塔は18,500トンの鉄筋コンクリートを使って建設された。1973年に完成した当初の高さは191mであったが、1995年のアンテナ交換によって6m高くなり、高さ197mとなった。
高さ72m地点には展望レストラン、高さ75m地点には展望台があり、山の頂上に建っていることもあって海抜610mの地点から景色を眺めることができる。
この塔はMinDig TVの全ての電波を発信しており、送信所は塔から数メートル離れた場所にある。